# Campeonato manomanista 2017
La LXXII edición del Campeonato manomanista, máxima competición de pelota vasca en la variante de pelota mano profesional de primera categoría, que se disputó en el año 2017. Estuvo organizada por la LEPM (Liga de Empresas de Pelota Mano), compuesta por las dos principales empresas dentro del ámbito profesional de la pelota mano, Asegarce y ASPE. El navarro Oinatz Bengoetxea se proclamó campeón manomanista por segunda vez en su carrera.

## Pelotaris
| - Pelotaris de Asegarce: - Albisu (1/16) - Artola (1/8) - Bengoetxea VI (1/4) - Laso (1/16) - Olaizola II (1/8) - Untoria (1/16) - Urrutikoetxea (1/4) - Víctor (1/16) |  | - Pelotaris de ASPE: - Altuna III (1/4) - Ezkurdia (1/8) - Irribarria (1/4) - Jaunarena (1/16) - Mendizabal III (1/16) - Retegi BI (1/16) - Rezusta (1/8) - Zabaleta (1/16) |

## Dieciseisavos de final
| Fecha    | Frontón y localidad              | Rojo      | Azul           | Tanteo |
| -------- | -------------------------------- | --------- | -------------- | ------ |
| 14/04/17 | Frontón de La Juventud, Soria    | Untoria   | Víctor         | 8-22   |
| 15/04/17 | Frontón Labrit, Pamplona         | Albisu    | Laso           | 19-22  |
| 16/04/17 | Frontón Santi Brouard, Lequeitio | Zabaleta  | Mendizabal III | 3-22   |
| 17/04/17 | Frontón Astelena, Éibar          | Retegi BI | Jaunarena      | 22-15  |

## Octavos de final
| Fecha    | Frontón y localidad        | Rojo        | Azul           | Tanteo |
| -------- | -------------------------- | ----------- | -------------- | ------ |
| 21/04/17 | Frontón Municipal, Vergara | Víctor      | Rezusta        | 19-22  |
| 22/04/17 | Frontón Labrit, Pamplona   | Olaizola II | Mendizabal III | 22-5   |
| 23/04/17 | Frontón Ogueta, Vitoria    | Retegi BI   | Ezkurdia       | 11-22  |
| 24/04/17 | Frontón Aitzuri, Zumaya    | Artola      | Laso           | 22-13  |

## Cuartos de final
| Fecha    | Frontón y localidad              | Rojo          | Azul          | Tanteo |
| -------- | -------------------------------- | ------------- | ------------- | ------ |
| 28/04/17 | Frontón Atano III, San Sebastián | Rezusta       | Altuna III    | 22-14  |
| 29/04/17 | Frontón Labrit, Pamplona         | Olaizola II   | Bengoetxea VI | 13-22  |
| 30/04/17 | Frontón Bizkaia, Bilbao          | Urrutikoetxea | Ezkurdia      | 22-13  |
| 1/05/17  | Frontón Astelena, Éibar          | Irribarria    | Artola        | 22-6   |

## Semifinales
| Fecha    | Frontón y localidad      | Rojo          | Azul          | Tanteo |
| -------- | ------------------------ | ------------- | ------------- | ------ |
| 13/05/17 | Frontón Labrit, Pamplona | Bengoetxea VI | Urrutikoetxea | 22-8   |
| 14/05/17 | Frontón Astelena, Éibar  | Irribarria    | Rezusta       | 22-17  |

## Tercer y cuarto puesto
| Fecha    | Frontón y localidad              | Rojo          | Azul    | Tanteo |
| -------- | -------------------------------- | ------------- | ------- | ------ |
| 21/05/17 | Frontón Atano III, San Sebastián | Urrutikoetxea | Rezusta | 22-12  |

## Final
| Fecha    | Frontón y localidad     | Rojo          | Azul       | Tanteo |
| -------- | ----------------------- | ------------- | ---------- | ------ |
| 28/05/17 | Frontón Bizkaia, Bilbao | Bengoetxea VI | Irribarria | 22-18  |

- Datos: Q30908964